# Khān Shaykhūn
Khān Shaykhūn (arabiska: خان شيخون, engelska: Khan Shaykhun) är en subdistriktshuvudort i Syrien.   Den ligger i provinsen Idlib, i den centrala delen av landet, 220 kilometer norr om huvudstaden Damaskus. Khān Shaykhūn ligger 376 meter över havet och antalet invånare är 48 975.
Terrängen runt Khān Shaykhūn är platt. Khān Shaykhūn är det största samhället i trakten. 
Omgivningarna runt Khān Shaykhūn är i huvudsak ett öppet busklandskap. Runt Khān Shaykhūn är det tätbefolkat, med 383 invånare per kvadratkilometer.